# Rusty Collins
Rusty Collins est un personnage mutant appartenant à l'univers de Marvel Comics. Il est apparu pour la première fois dans X-Factor #1, en février 1986.

## Biographie fictive
Né à Tulsa et élevé par son oncle, Russell « Rusty » Collins s'engage dans la Navy à 16 ans. Ses pouvoirs se manifestèrent et il brûle une femme par accident. Arrêté, il blesse un policier avant de s'enfuir.
Facteur-X, alerté, prend en charge le jeune garçon. Il devient le meilleur ami de la jeune Sally Blevins (Skids (en)), une ancienne Morlock. Ils participent tous deux à la formation de l'équipe de jeunes mutants les X-Terminators.
Durant le crossover Inferno, les X-Terminators travaillent avec les Nouveaux Mutants pour libérer des bébés capturés par N'Astirh, dans les Limbes.
Lors d'un combat contre la Freedom Force, Rusty est blessé par le Colosse. Admis à l'hôpital, Skids et lui sont contactés par le front de libération mutant. Chassés par des soldats, ils sont contraints de les rejoindre.
Peu de temps après, Rusty et Skids sont conditionnés par Stryfe pour devenir ses fidèles soldats. Lors d'un combat contre Cable où le mutant Sumo est tué, Skids échappe de peu à la mort des mains de son ancien professeur.
À la fin du crossover X-Cutioner's Song, Rusty et le front de libération mutant sont arrêtés et livrés aux autorités.
À leur libération, Rusty et Skids sont kidnappés par les Amis de l'Humanité, et secourus par X-Force. Les jeunes mutants rencontrèrent Exodus qui les invite sur Avalon, un refuge pour tous les mutants. Là, ils découvrent que leur sauveur n'est autre que Magnéto. Ce dernier déconditionne le jeune couple, qui décide de rester avec lui. C'est à ce moment qu'ils deviennent des Acolytes.
Quand un puissant mutant, Holocauste, s'échappe de l'Ère d'Apocalypse, son corps inerte dérive dans l'espace et fut récupéré par les habitants d'Avalon. À son réveil, il tue Rusty, alors de garde.

## Pouvoirs
Rusty est un mutant qui peut entourer son corps d'un cercle de flamme, jusqu'à une distance de 7 mètres. Un bouclier psionique le protège alors des brûlures.

## Apparitions dans d'autres médias
Le personnage apparait brièvement dans l'épisode 8 de la saison 3 de la série d'animation X-Men. Cyclope le rencontre dans un orphelinat du Nebraska. Rusty a alors du mal à utiliser et contrôler ses pouvoirs. Rusty rencontre alors Zebediah Killgrave qui le prend sous son aile et aide à maitriser ses capacités. En réalité, Killgrave veut le contrôler grâce à ses pouvoirs télépathiques. 
Le personnage apparait dans Deadpool 2 (2018), incarné par Julian Dennison (en). Adolescent, il a fui de l'orphelinat Essex où il était violenté par le personnel. Deadpool le protège de Cable, venu du futur pour l'assassiner.